# 朴重陽
朴重陽（1872年5月3日—1959年4月23日）字源根，號海岳（해악）、一笑（일소），別名朴源根（박원근），日本名朴忠重陽、山本信。朝鲜王朝和朝鮮日治時期的高級文官及政治人物；開化黨思想家。身為近代日本的開明思想家政治人物伊藤博文的門下，以其留學日本的背景成為堅定的親日派；於朝鮮日治時期歷任全羅南道、平安南道、平安北道、忠清南道、慶尚北道道尹、兩任黃海道道尹、中樞院副議長、日本帝國伯爵與帝國議會貴族院議員。

## 生平

### 早期
他出生在京畿道楊州的一個貧民家庭，祖籍大邱。生年不詳，一說為1872年，或說是1874年。
1896年取得公費奬學金赴日本青山學院中學部留學，並於1900年畢業。同年進入正則英語學校修業，並於7月結業後進入東京簿記學校銀行科求學。畢業後向伊藤博文學習新儒家與其富國強兵學說。1903年學成歸國後加入親日派活動。

### 文官生涯
回國後於1904年6月任職管理署主事；1905年日俄戰爭中出任日軍朝鮮部隊通譯官，翌年戰爭結束後返國；歷任軍部工程師、軍部軍器廠主事、農商工部主事等職。並以伊藤博文的支持，於1906年1月任大邱郡判官；同年5月升任大邱郡守兼庆尚北道副道尹，致力於市政規劃、道路維修、並建立東仁醫院及附屬醫學院。1907年5月全羅南道道尹, 6月任平安南道、平安北道道尹、1908年任慶尚北道道尹。1910年8月任忠清南道道尹。

### 日治時期
1910年韓日條約後留任忠清南道道尹、1915年任朝鮮總督府中樞院贊議。1919年3月因反對三一運動而於4月組織「自制團」；運動結束後解散。
1921年任黃海道道尹、1923年任忠清北道道尹、1926年任黃海道道尹、1936年任中樞院顧問。1941年任朝鮮臨戰報國團顧問，1942—1943年訪問新加坡。1943年10月任中樞院副議長。1944年敍任伯爵爵位；1945年4月日本帝國政府特命為貴族院議員。

### 晩年
二次大戰結束後他的親日行爲受到「反民族行爲特別調査委員會」糾核而於1949年1月以叛國罪被捕，關於西大門刑務所；但次月即以肺炎保外就醫。晚年嘲笑李承晩、李始榮與咸台永爲偽愛國者；1955年，大怒的李承晩總統欲將其送監於精神病院，但未果。1959年4月23日歿於大邱。

## 著作
- 《述懷》（술회）
- 《朴重陽日記》（박중양일기）
- 《新年所感》（신년소감）
- 《暴徒史編輯資料》（폭도사편집자료）（1907）

## 外部連結
- 朴重陽 
- 朴重陽 （页面存档备份，存于） 
- 朴重陽:韓國歷代人物鍾合情報 （页面存档备份，存于） 
- "일제가 현대 조선 개신" 해방후에도 망발…친일파 박중양 （页面存档备份，存于） 매일신문 2010년 01월 25일 
- 순종의 남행에는 친일파 뿐이었다 （页面存档备份，存于） 데일리안 2010.01.30 
- "순종 남행이 박중양의 정치적 입지 높여" （页面存档备份，存于） 데일리안 2010.01.30 
- 친일중의 친일 ‘3·1운동 자제단’은 누구? （页面存档备份，存于） 한겨레 2010.03.01 